# Neoch
Neoch är en atoll i Mikronesiska federationen.   Den ligger i kommunen Uman-Fonuweisom Municipality och delstaten Chuuk, i den västra delen av landet, 700 km väster om huvudstaden Palikir. Neoch ligger 3 meter över havet.